# Pasquale Casale
Pasquale Casale (Napoli, 2 marzo 1959) è un allenatore di calcio ed ex calciatore italiano, di ruolo mezzala, allenatore della Primavera della Juve Stabia.

## Carriera

### Giocatore
Cresciuto nelle giovanili del Napoli, esordisce con la maglia azzurra a diciassette anni il 16 maggio 1976 in Sampdoria-Napoli (0-1): è tra i più giovani prodotti del vivaio a indossare la casacca della prima squadra.
Nell'Avellino realizza la rete che consente ai Lupi, contro il Vicenza di Rossi, di conquistare i punti per la prima salvezza in massima serie.
Nel suo curriculum le maglie di Napoli, Lucchese, Avellino, Pisa (che nella stagione 1981-82 conduce in Serie A andando a segno ben 15 volte), Catania, Cagliari, Benevento, Sorrento e Ischia Isolaverde. È stato più volte Nazionale Under-21.
In carriera ha totalizzato complessivamente 89 presenze e 7 reti in Serie A, e 96 presenze e 18 reti in Serie B.

### Allenatore
Dopo il termine dell'attività agonistica ha intrapreso la carriera di allenatore. È stato sulla panchina di Ischia Isolaverde, Avellino, Juve Stabia, Atletico Catania, Fidelis Andria, Cavese, Gela e Nocerina.
Il 2 agosto 2024 è state ufficializzato il suo ingaggio come allenatore della Primavera della Juve Stabia.

## Dopo il ritiro
Da anni Pasquale Casale è un opinionista sportivo. In televisione ha partecipato in diverse trasmissioni sportive di emittenti locali campane, tra cui Tifosi Napoletani di Gennaro Montuori, Campania Sport di Iannicelli e Chiariello, Tifosi di Raffaele Auriemma.

## Palmarès

### Giocatore

#### Competizioni nazionali
- Coppa Italia: 1

Napoli: 1975-1976
- Campionato italiano Serie C1: 1

Catania: 1979-1980 (girone B)